# Russula violacea
Russula violacea Quél., 1883) a încrengăturii Basidiomycota din familia Russulaceae și de genul Russula, denumită în popor bureți vineți, ciuperci vinete, vinecioară sau vineșoare, este o  specie de ciuperci necomestibile care coabitează, fiind un simbiont micoriza (formează micorize pe rădăcinile arborilor). Ea precum variațiile ei se pot găsi în România, Basarabia și Bucovina de Nord destul de rar, crescând solitare sau în grupuri mai mici, preferat pe sol calcaros, argilos și numai slab azotat, în păduri foioase, preferat sub diverse specii deplop, dar de asemenea pe lângă arini negri, carpeni, fagi, mesteceni, și stejari, ocazional chiar și în cele de  conifere. Timpul apariției este din iunie până în octombrie (noiembrie).

## Taxonomie

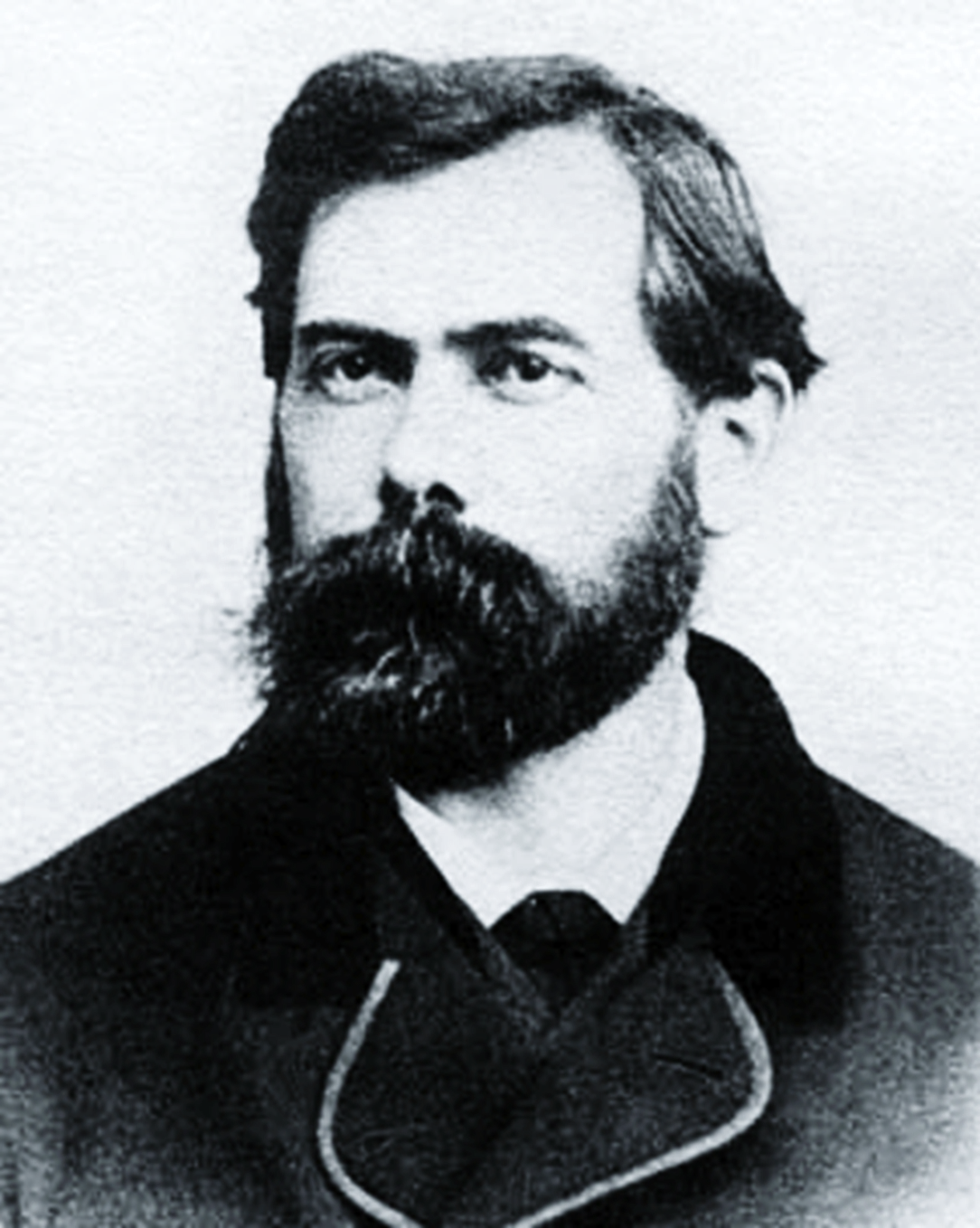
Lucien Quelet

Russula violacea este o specie destul de rară și numai puțin menționată în lucrări micologice.
După Index Fungorum, specia a fost descrisă pentru prima dată de renumitul savant Pers. în volumul 1 a lucrării sale Observationes mycologicae. Seu descriptiones tam novorum, quam notabilium din 1796 [1795].
Dar numele binomial valabil până în prezent este cel determinat de micologul francez Lucien Quélet, publicat în Compte Rendu de l'Association Française pour l'Avancement des Sciences sub titlul Quelques especes critiques ou nouvelles de la Flore Mycologique de France din 1883.
Pe când micologul italian Bruno Cetto îl vede identic cu Russula cavipes, marele micolog italian [[Giacomo Bresadola împarte soiul în forma descrisă de Quélet precum 2 variații: Russula violacea (Quél.) var. carneo-lilacina (Bres.) și Russula violacea (Quel.) var. fallax (Fr.), de verificat în volumul IX al marii sale opere Iconographia Mycologica din 1929.

## Descriere

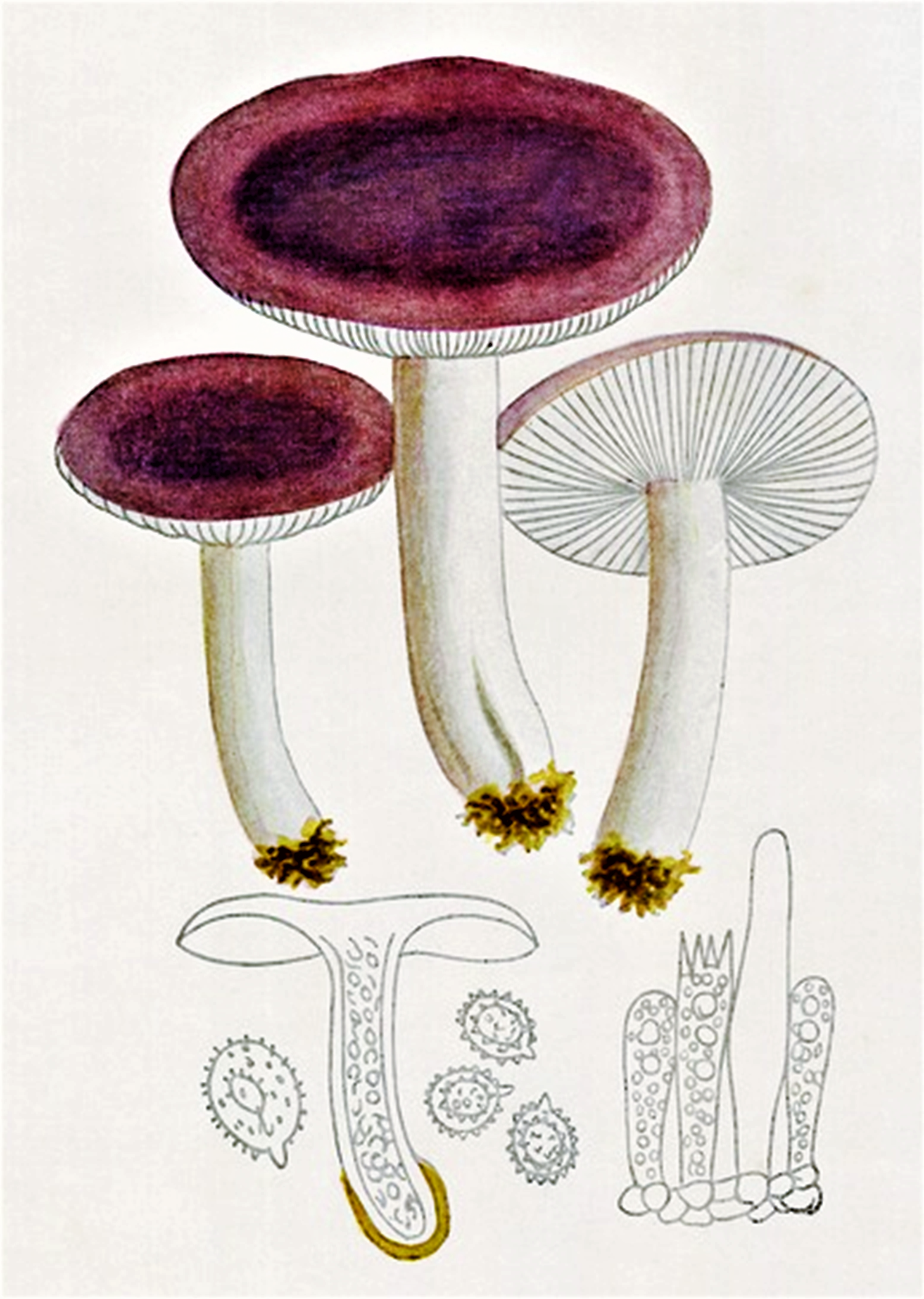
Bres.: Russula violacea

- Pălăria: este destul de mică pentru ciuperci plin dezvoltate ale acestui gen cu un diametru de aproximativ 4-6 (7) cm, pentru mărimea ei cărnoasă, dar friabilă, inițial semisferică cu marginea răsfrântă spre picior, apoi din ce în ce mai plată și la sfârșitul maturizării adâncită și cu caneluri evidente la marginea atunci adesea ondulată. Cuticula se poate îndepărta pe jumătate, fiind netedă, mereu puțin unsuroasă și câteodată zonată concentric. Deci coloritul violet și verzui (spre mijloc) este dominant, el poate diferi tare: liliaceu cu centrul măsliniu, pur măsliniu cu marginea violetă, diverse nuanțe de roșu și violet, câteodată numai rozaliu sau chiar purpuriu (vezi și variațiile lui Bresadola).
- Lamelele: sunt subțiri nu prea înghesuite și, sfărâmicioase, de aceeași lungime, cu muchii slab zimțate și nu aderate la picior, devenind la maturitate ceva bulboase. Coloritul este alb, la bătrânețe crem cu tonuri gălbuie.
- Piciorul: are o înălțime de 4-6 cm și o lățime de 1-1,2 cm, este neted pe dinafară, relativ cilindric, adesea îndoit și îngroșat spre bază, în tinerețe plin, cu timpul împăiat, în vârstă gol pe dinăuntru. Culoarea tijei este albă, cu tendința de a se îngălbenii la bătrânețe sau secete.
- Carnea: este albă, fragilă și relativ moale, îngălbenind slab la tăiere, având un miros fructuos-dulcișor ca de mușcate precum un gust extrem de iute (efect de abia după câteva secunde).[3][4]
- Caracteristici microscopice: are spori cu o mărime de 7,5-9 x 6-7 microni, rotunjori până slab elipsoidali, cu mici negi izolați șai ascuțiți cu o lungime de până la 1 micron, amiloizi (ce înseamnă colorabilitatea structurilor tisulare folosind reactivi de iod). Pulberea lor este crem. Basidiile cu 4 spori măsoară 35-45 x 9-12 microni. Numeroasele cistoide măsoară  50-90 x 8-15 microni, fiind preponderent fusiformi. Se decolorează clar cu sulfovanilină.[8][9]
- Reacții chimice: Buretele se colorează (lamelele în special) cu azot  încet, dar nu durabil rozaliu și ori nu arată nici o reacție cu guaiacol, ori se colorează albastru.[8][4]

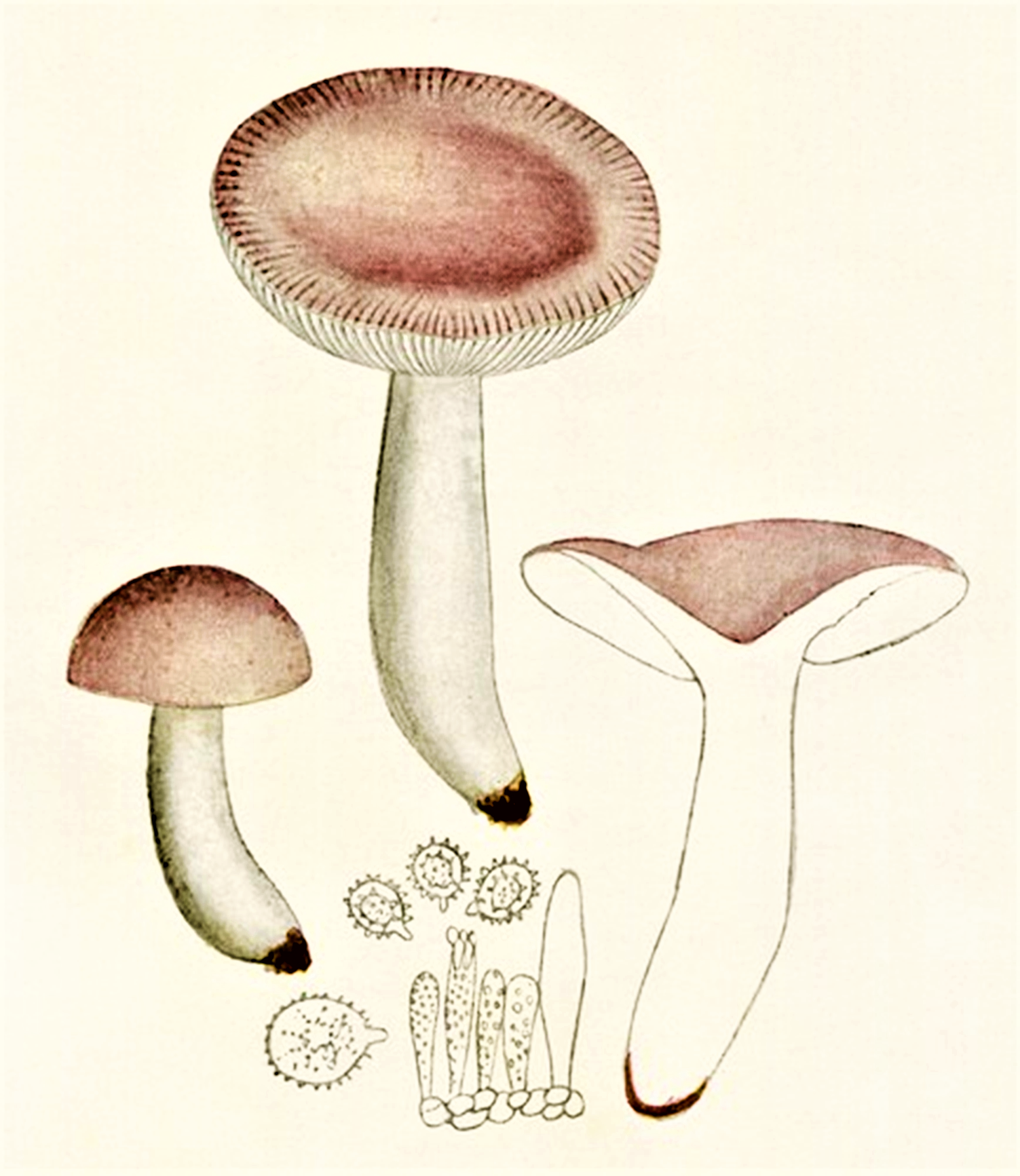
R. violacea var. carneo-lilacina
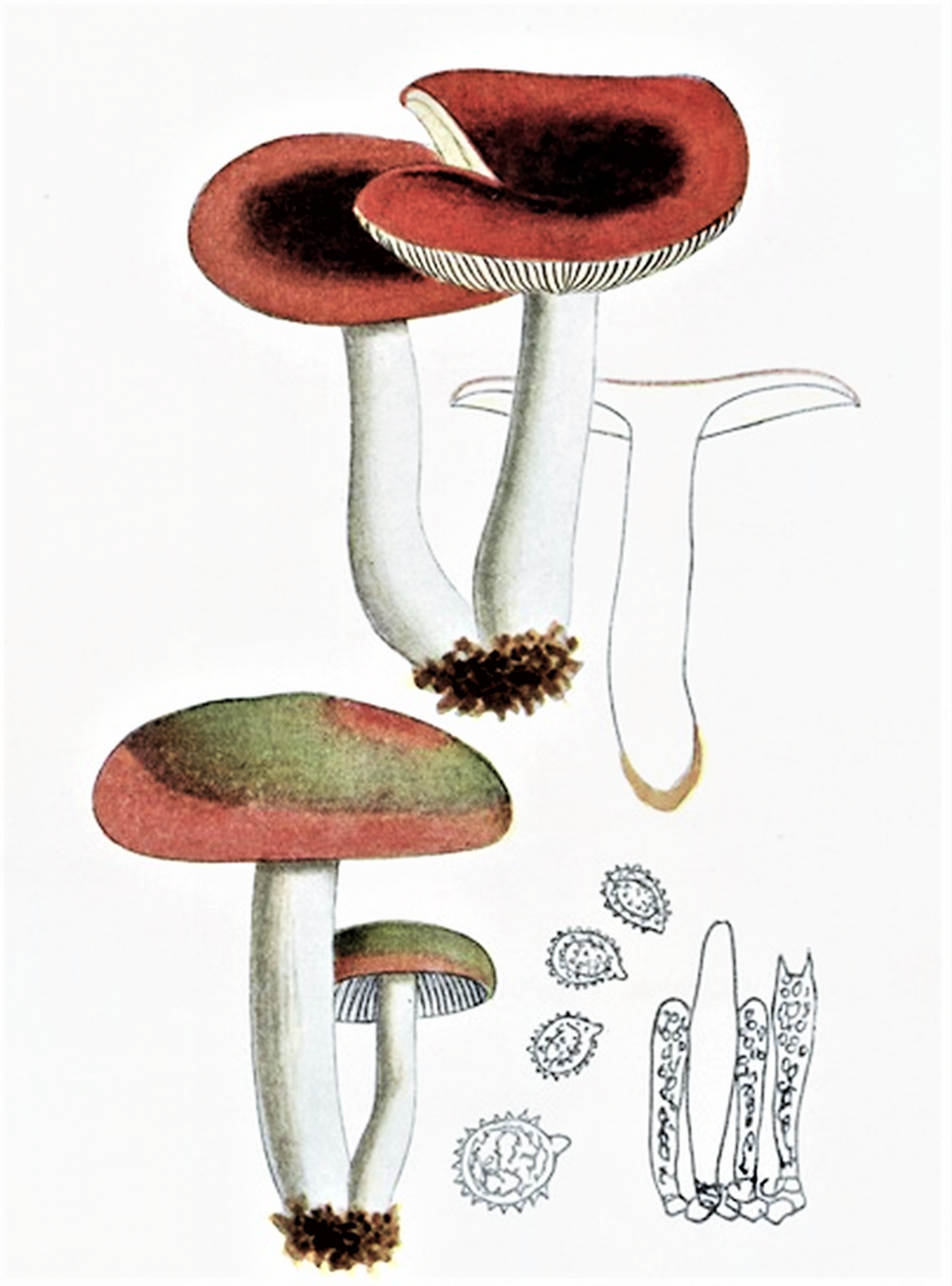
R. violacea var. fallax

## Confuzii
Ciuperca vinete se poate confunda cu alte soiuri otrăvitoare sau necomestibile ca de exemplu Russula betularum (toxică), Russula cavipes,  Russula grisescens, Russula silvicola sin. Russula silvestris (toxică), sau cu Russula luteotacta, Russula mesospora sin. Russula intermedia, Russula pelargonia, Russula persicina, Russula pseudointegra, Russula queletii (otrăvitoare), Russula rhodopus, Russula sanguinea. respectiv Russula versicolor,
De asemenea, ciuperca poate fi confundată cu specii comestibile cum sunt: Russula brunneoviolacea, Russula decolorans, Russula integra, Russula lilacea sin. Russula carnicolor, Russula rosea sin. Russula lepida, Russula paludosa, Russula vesca (se decolorează cu sulfat de fier portocaliu-roșu)  sau Russula xerampelina.

## Specii asemănătoare în imagini

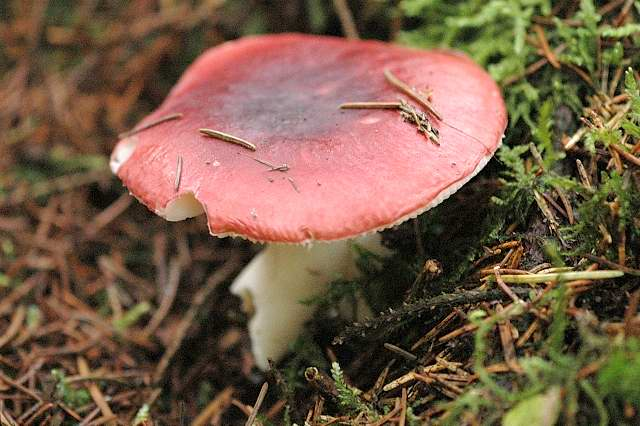
!Russula.badia!
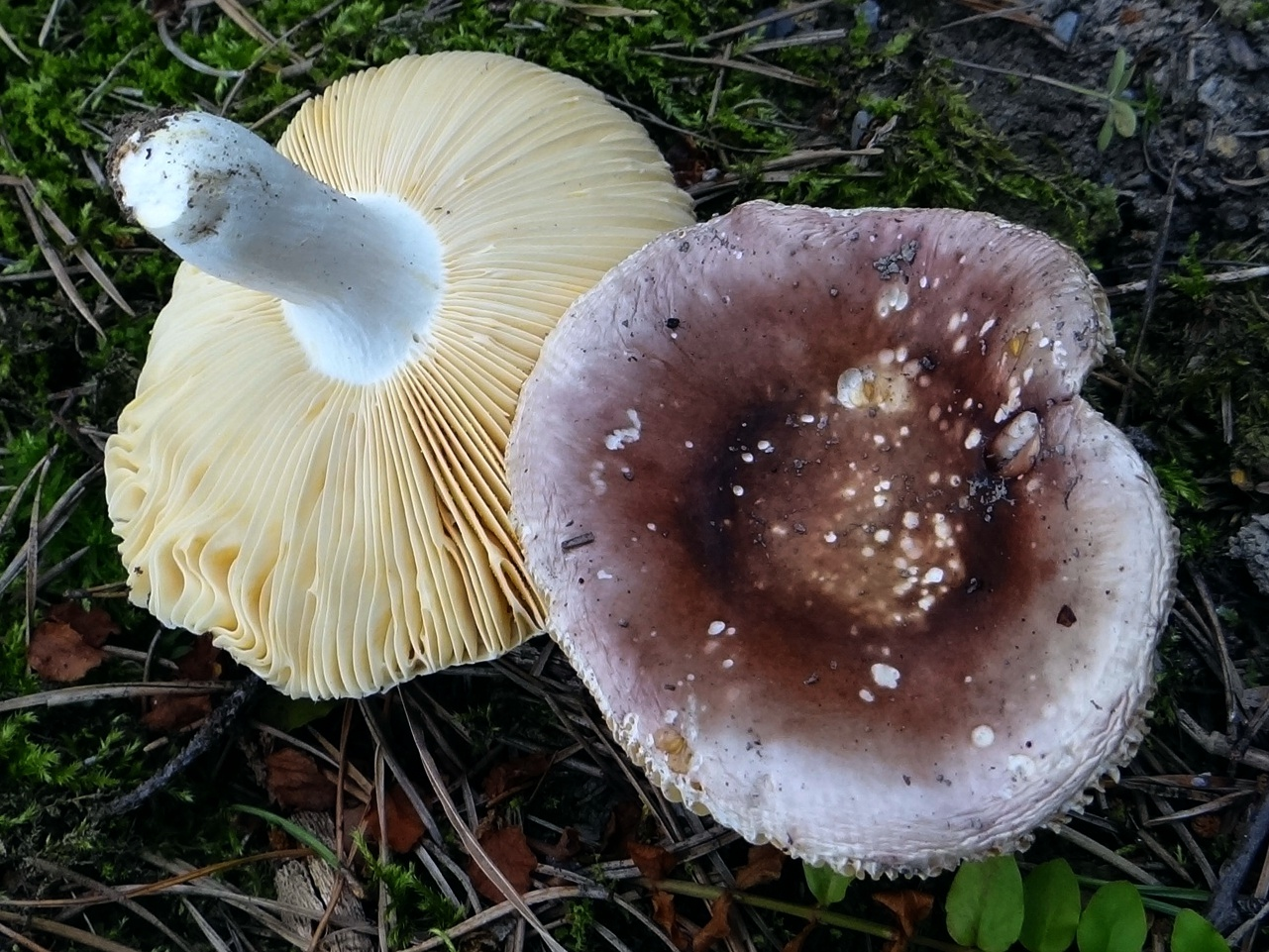
Russula brunneoviolacea
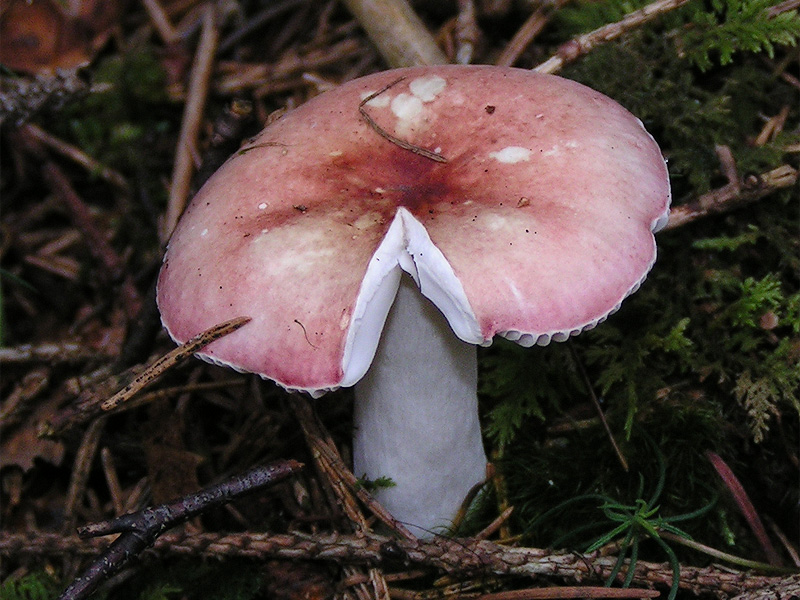
!!Russula betularum!!
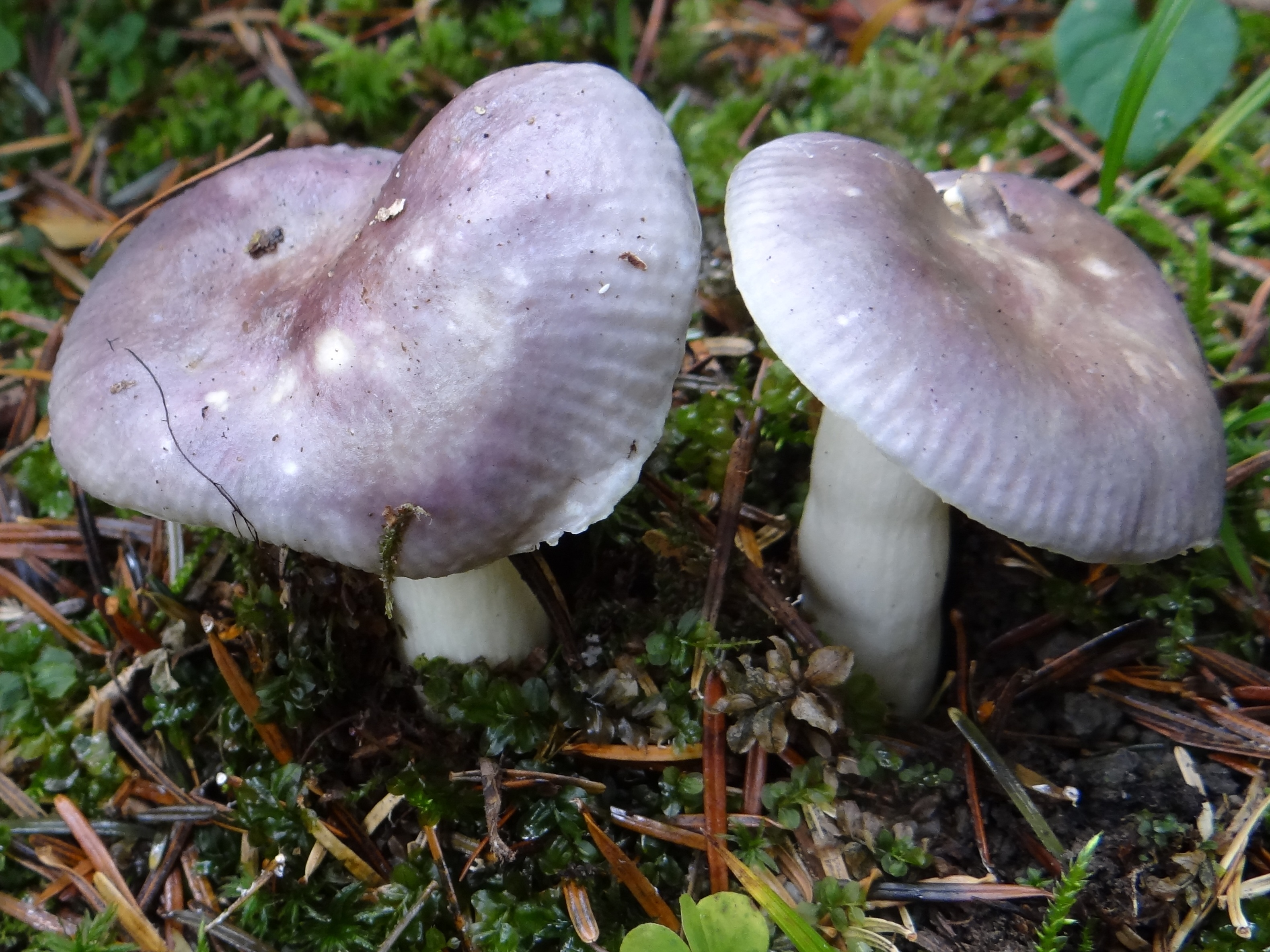
!Russula cavipes!
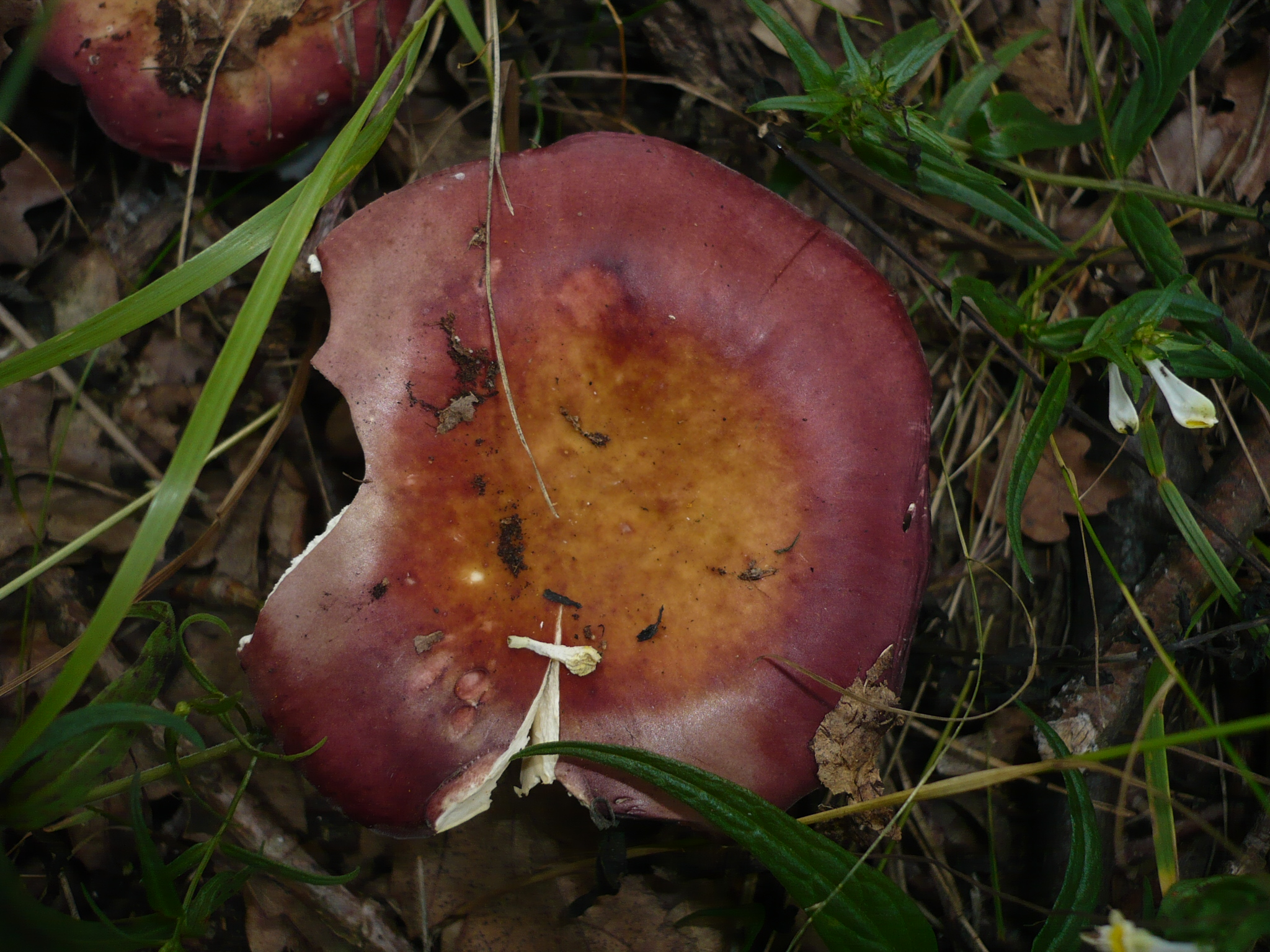
!Russula decipiens!
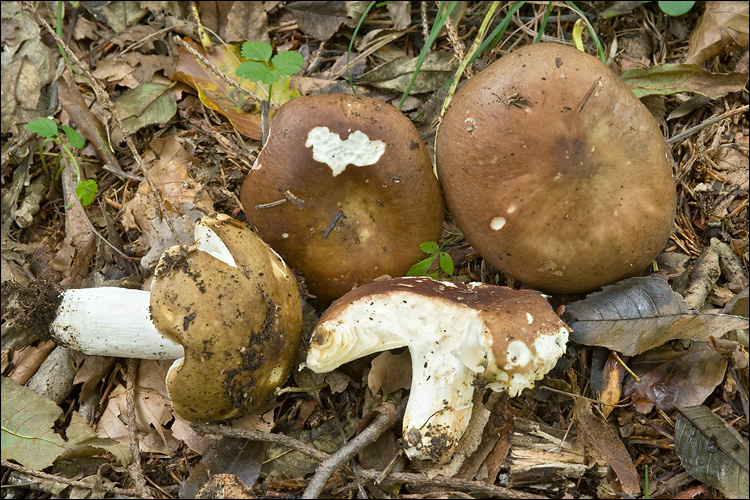
Russula integra
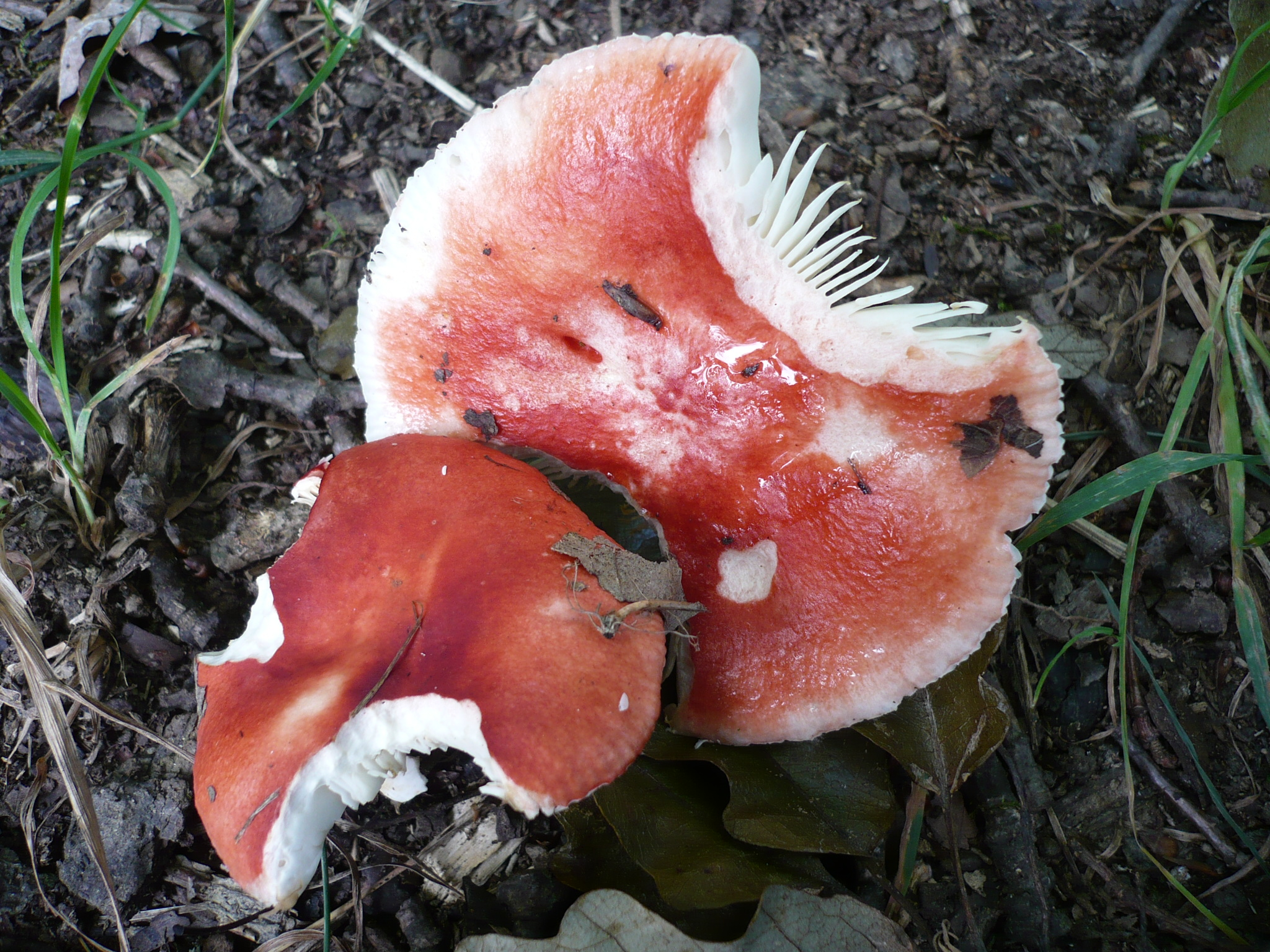
!Russula luteotacta!
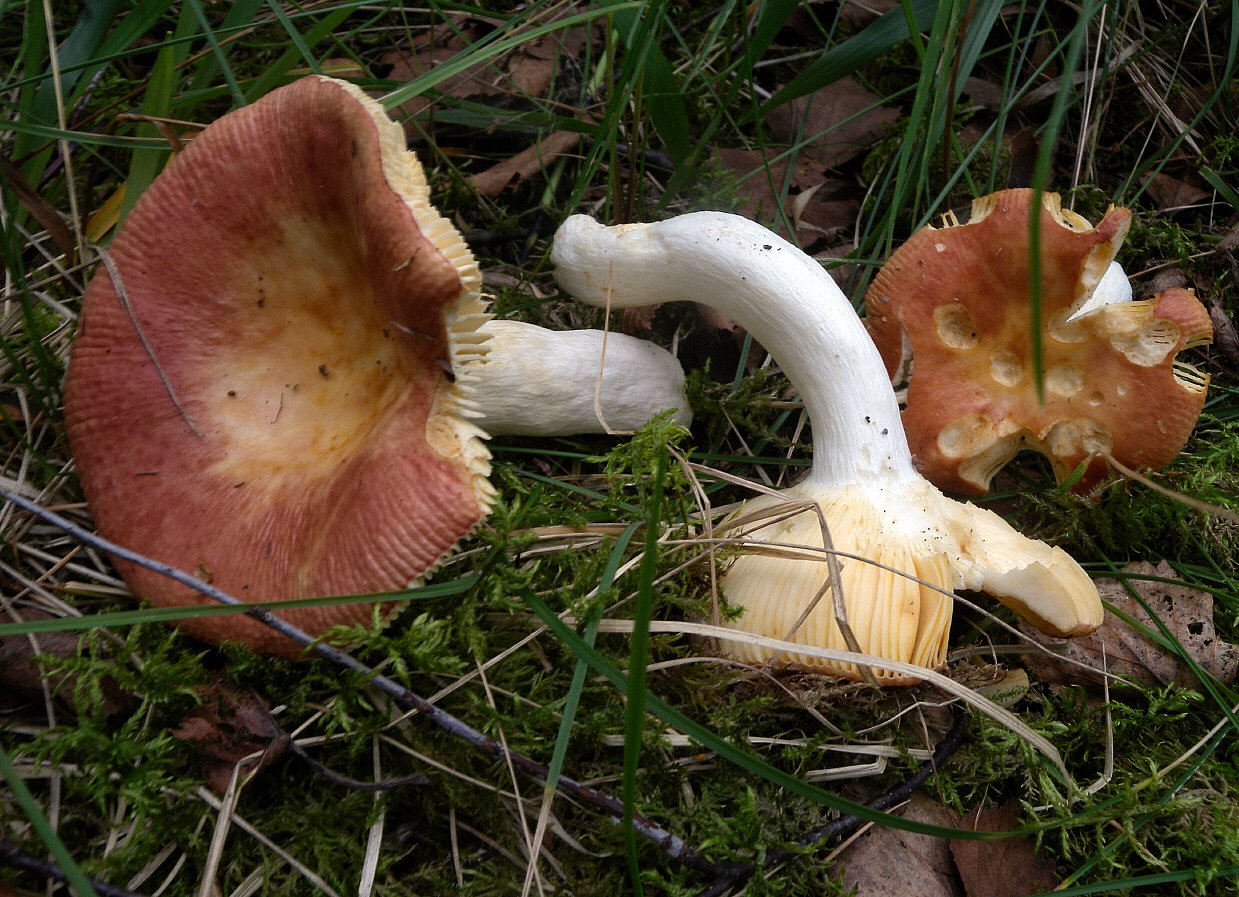
!Russula mesospora!
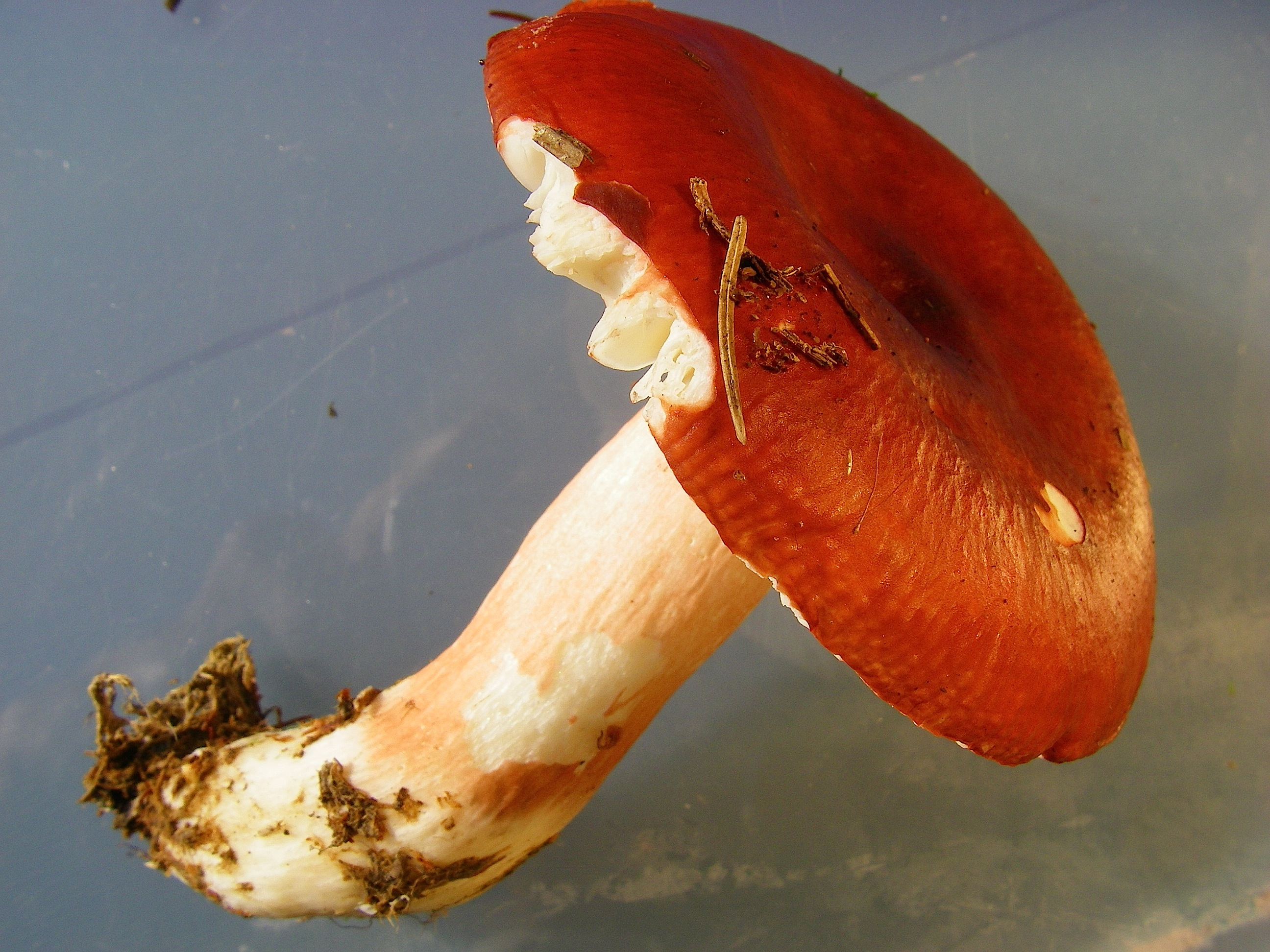
Russula paludosa
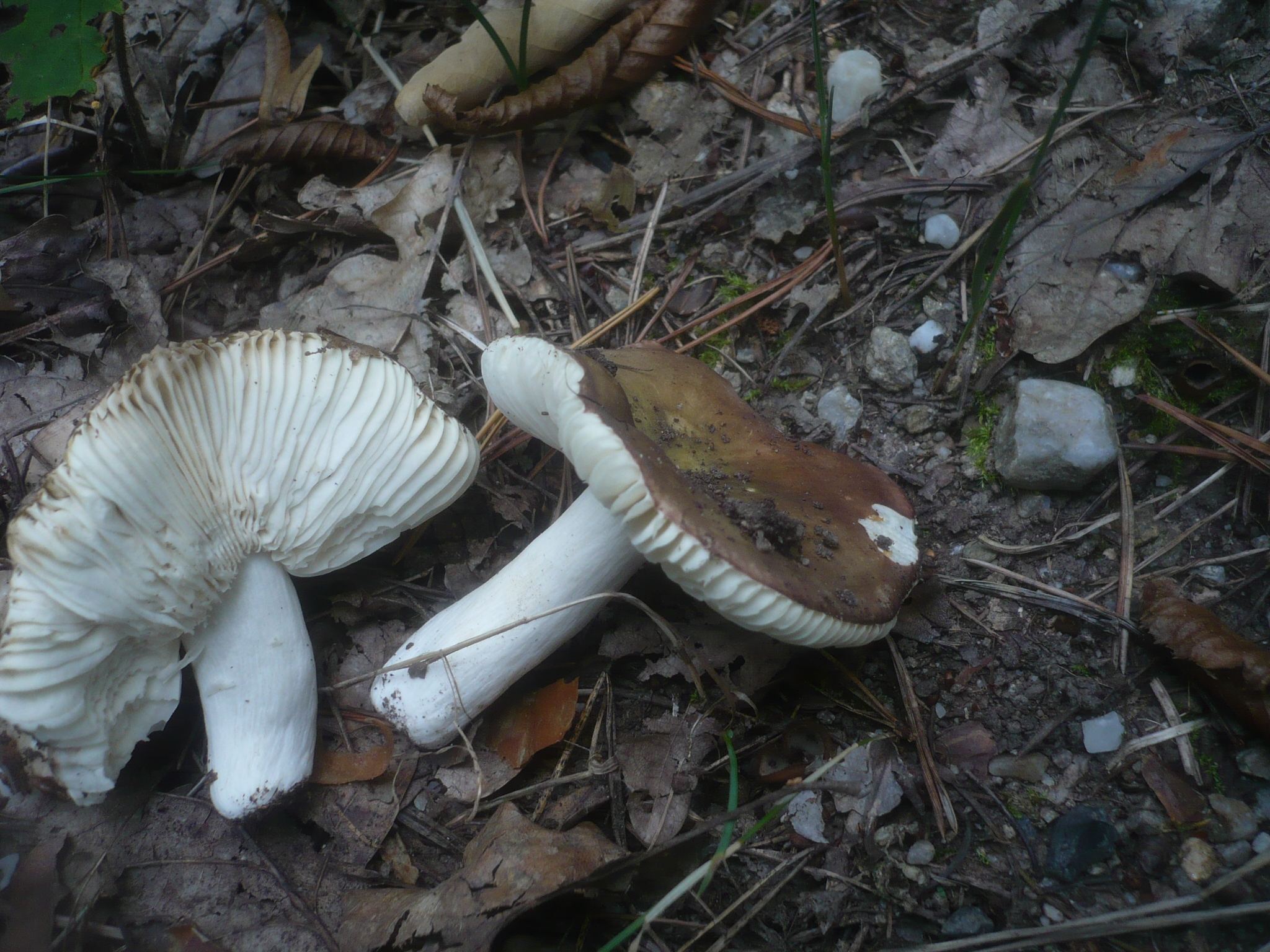
!Russula pelargonia!

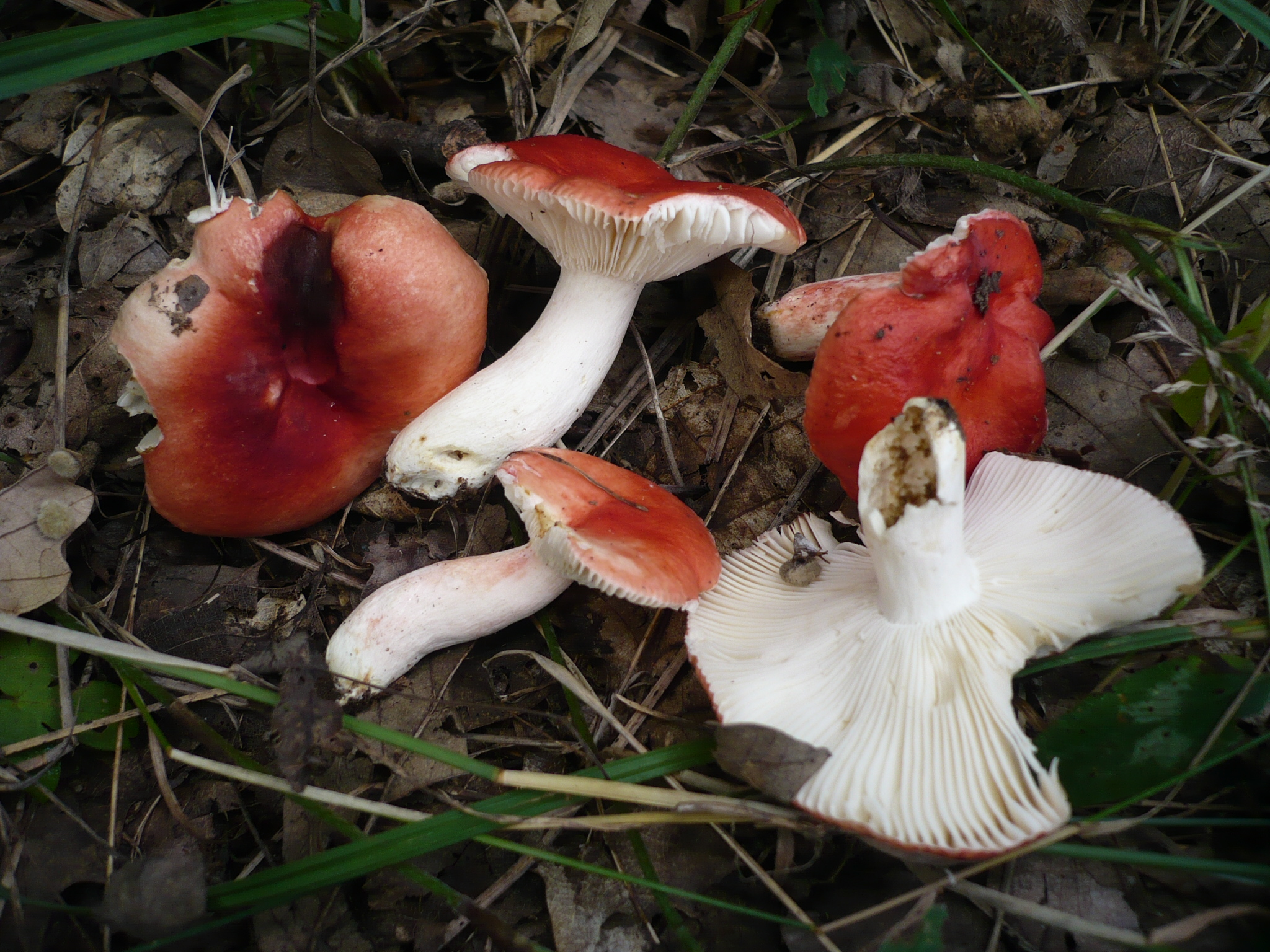
!Russula persicina!
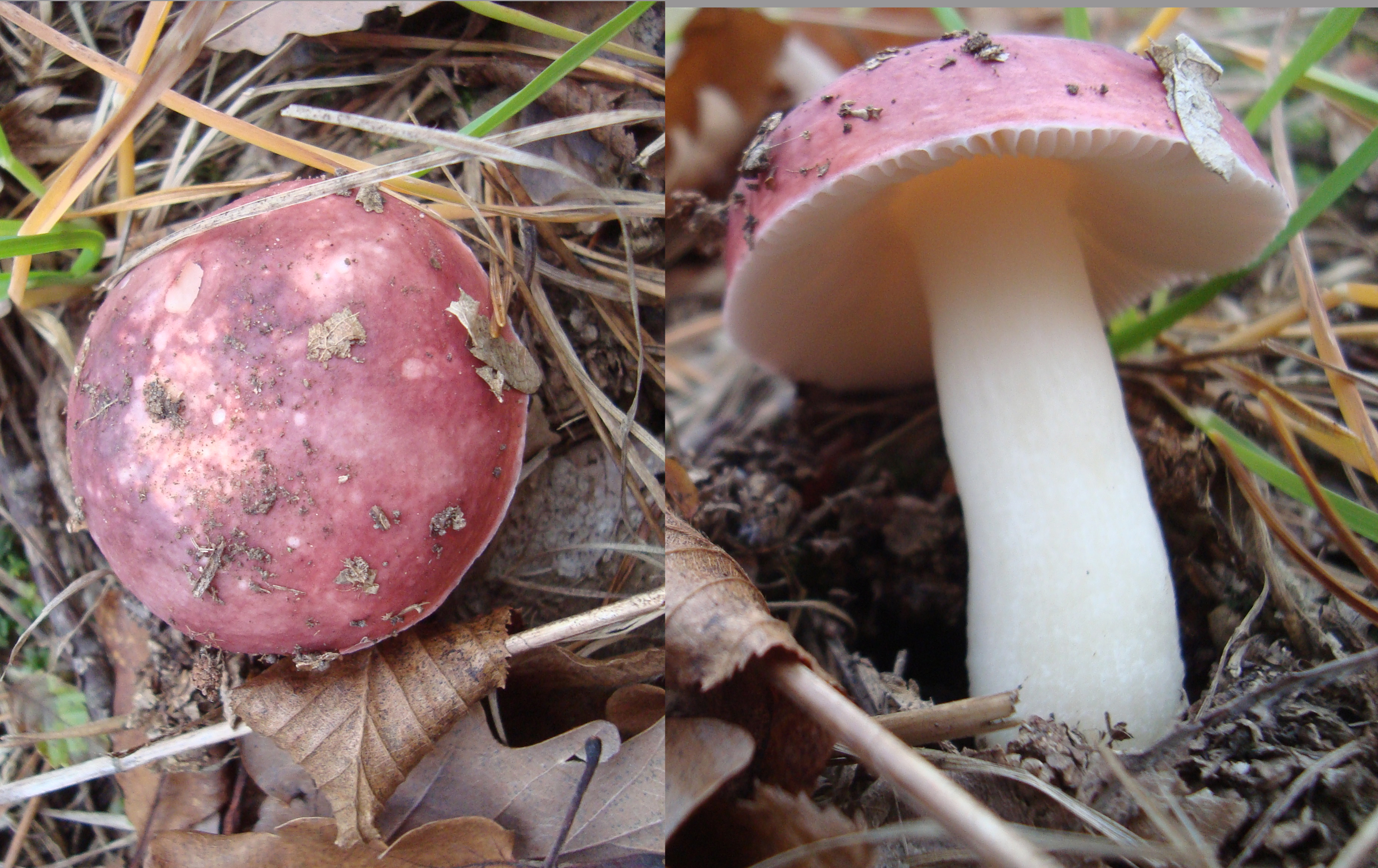
!Russula pseudointegra!
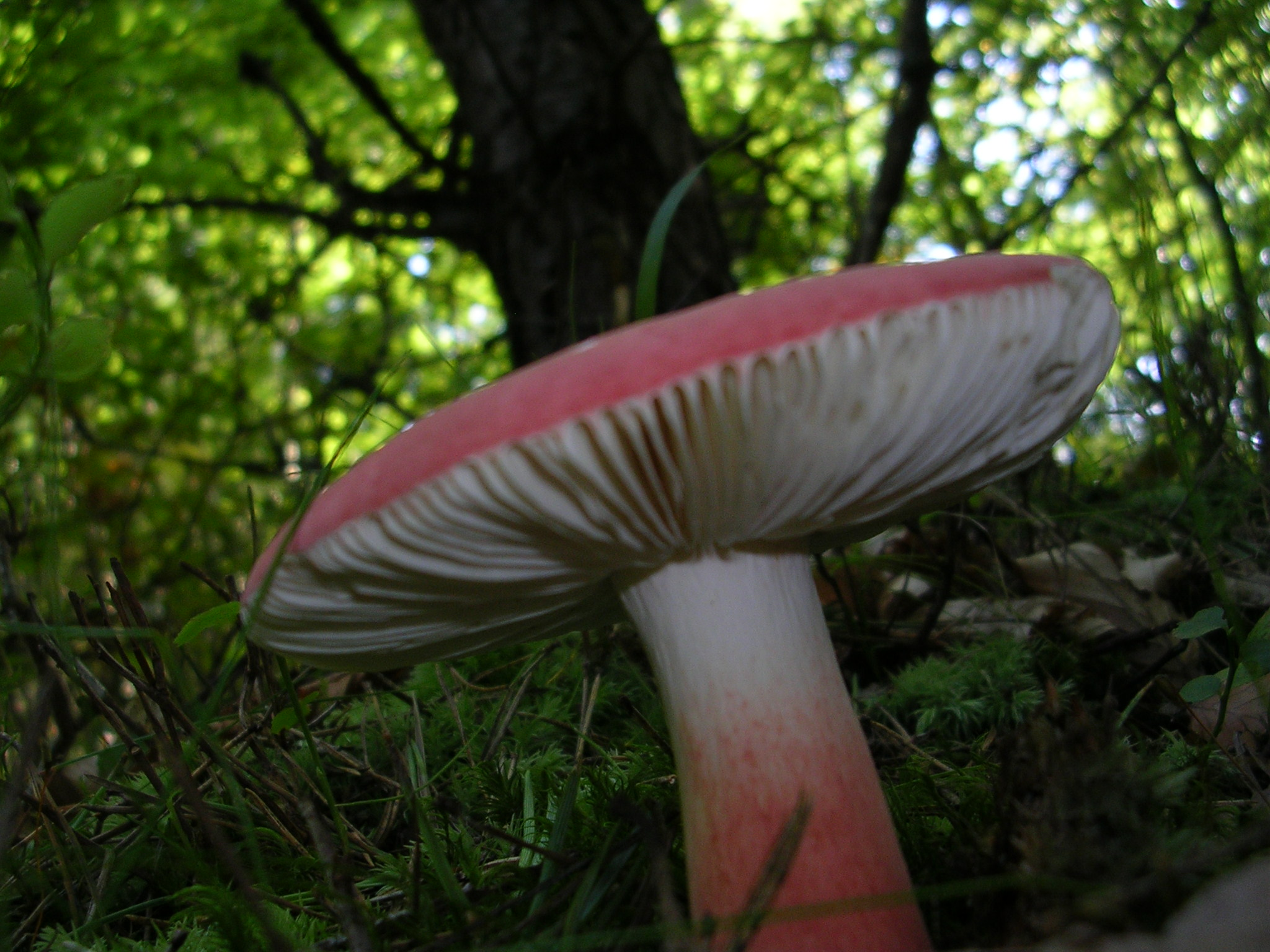
!!Russula queletii!!
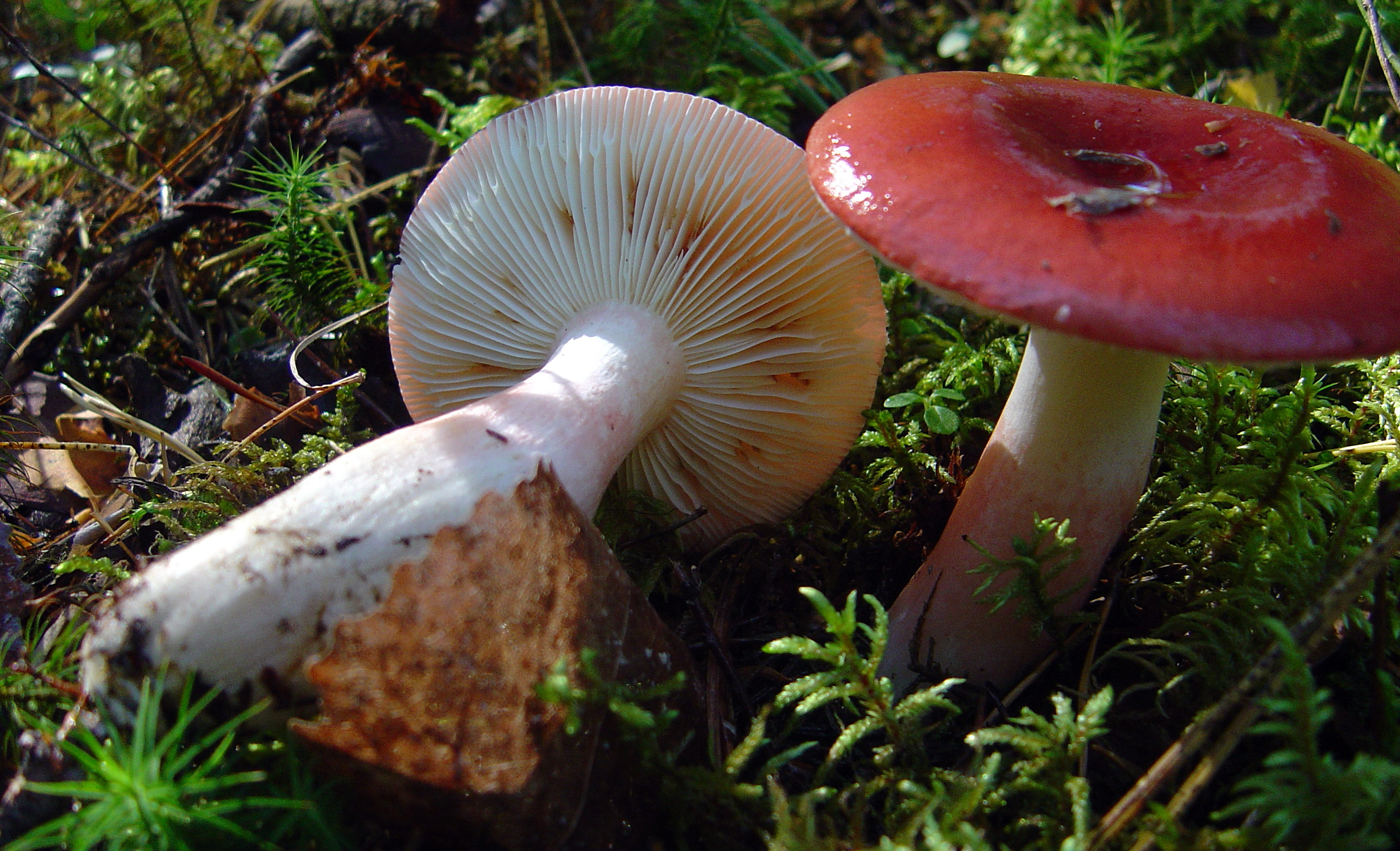
!Russula rhodopus!
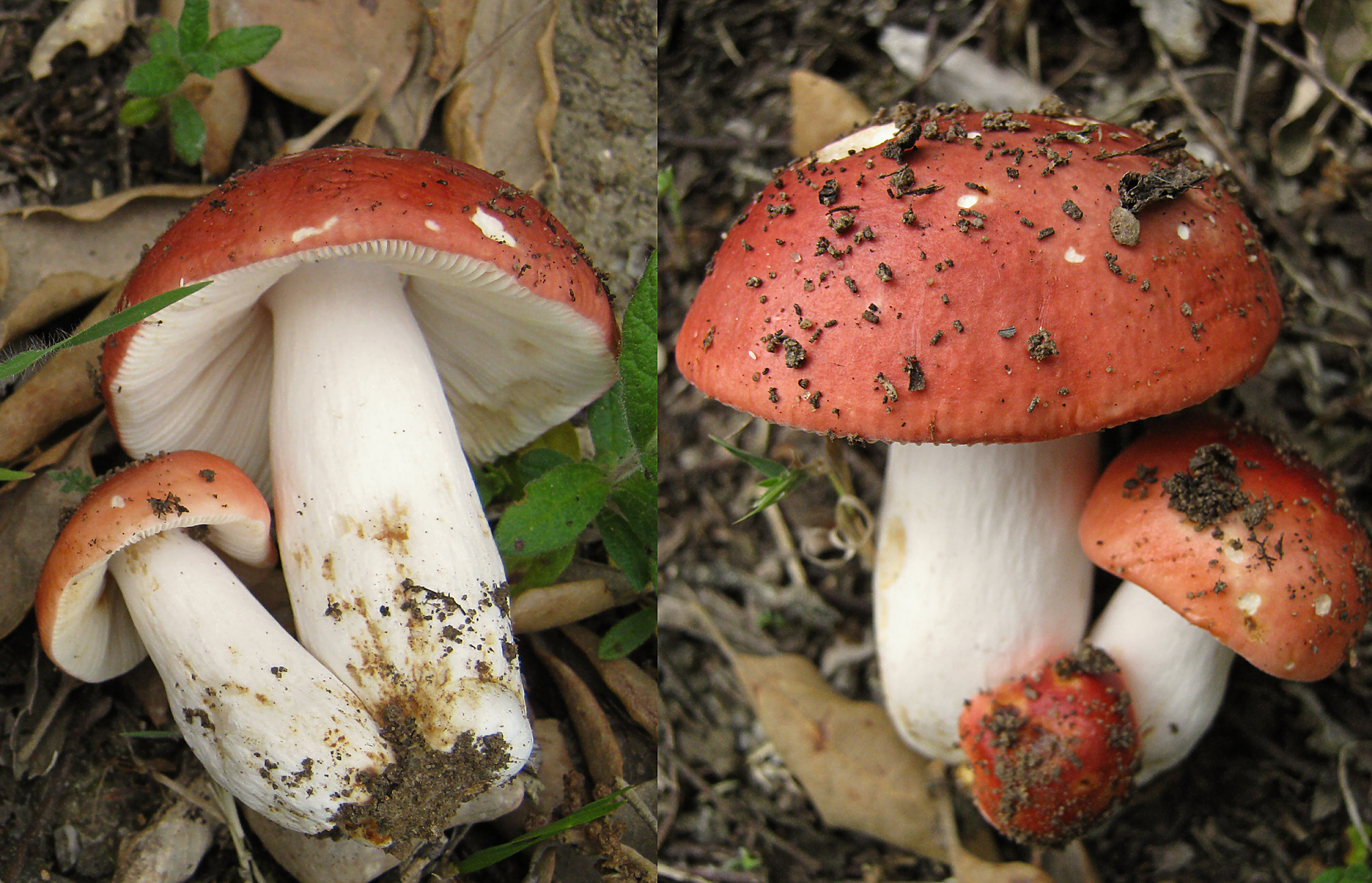
Russula rosea sin. lepida
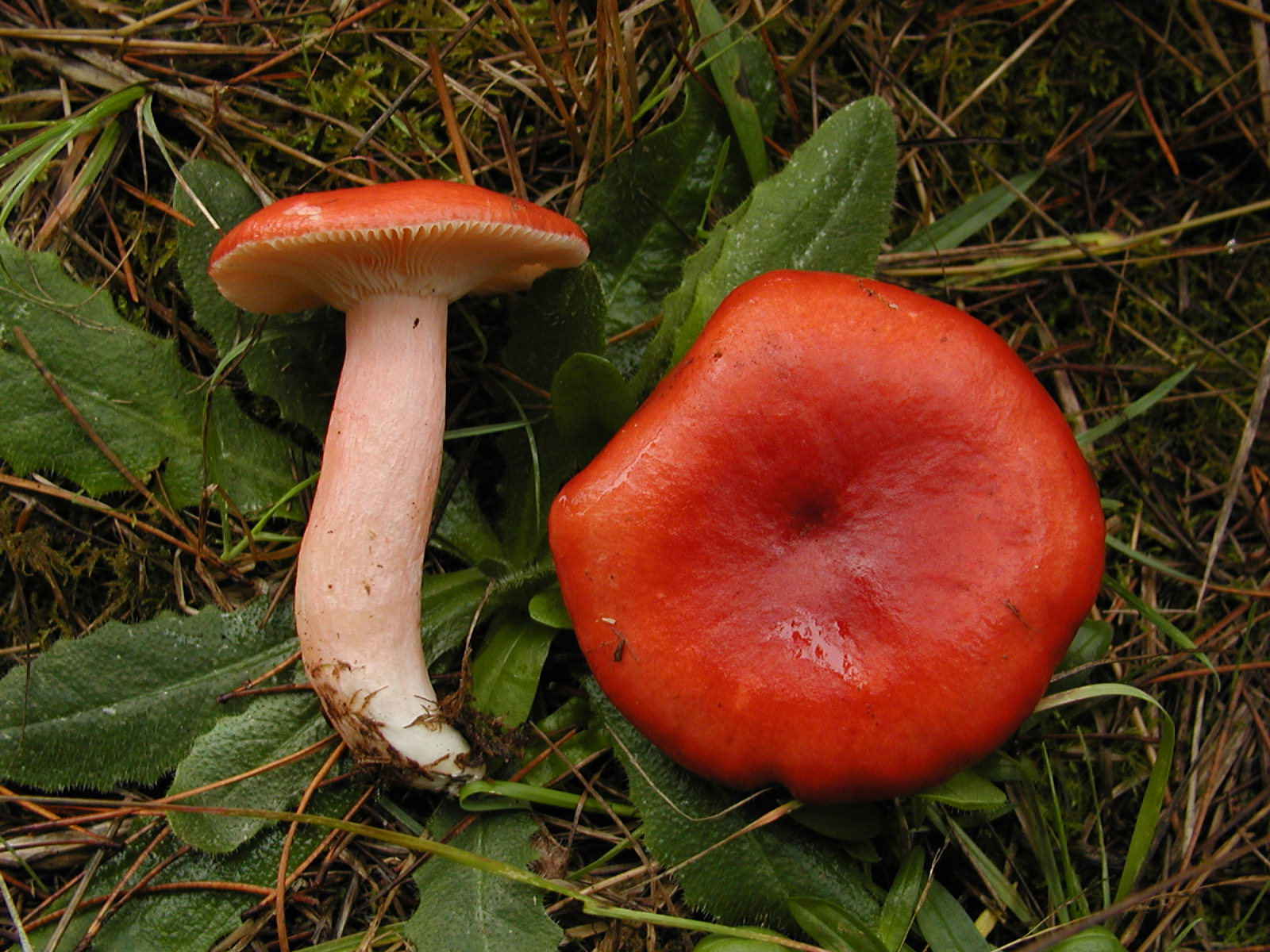
!Russula sanguinea!
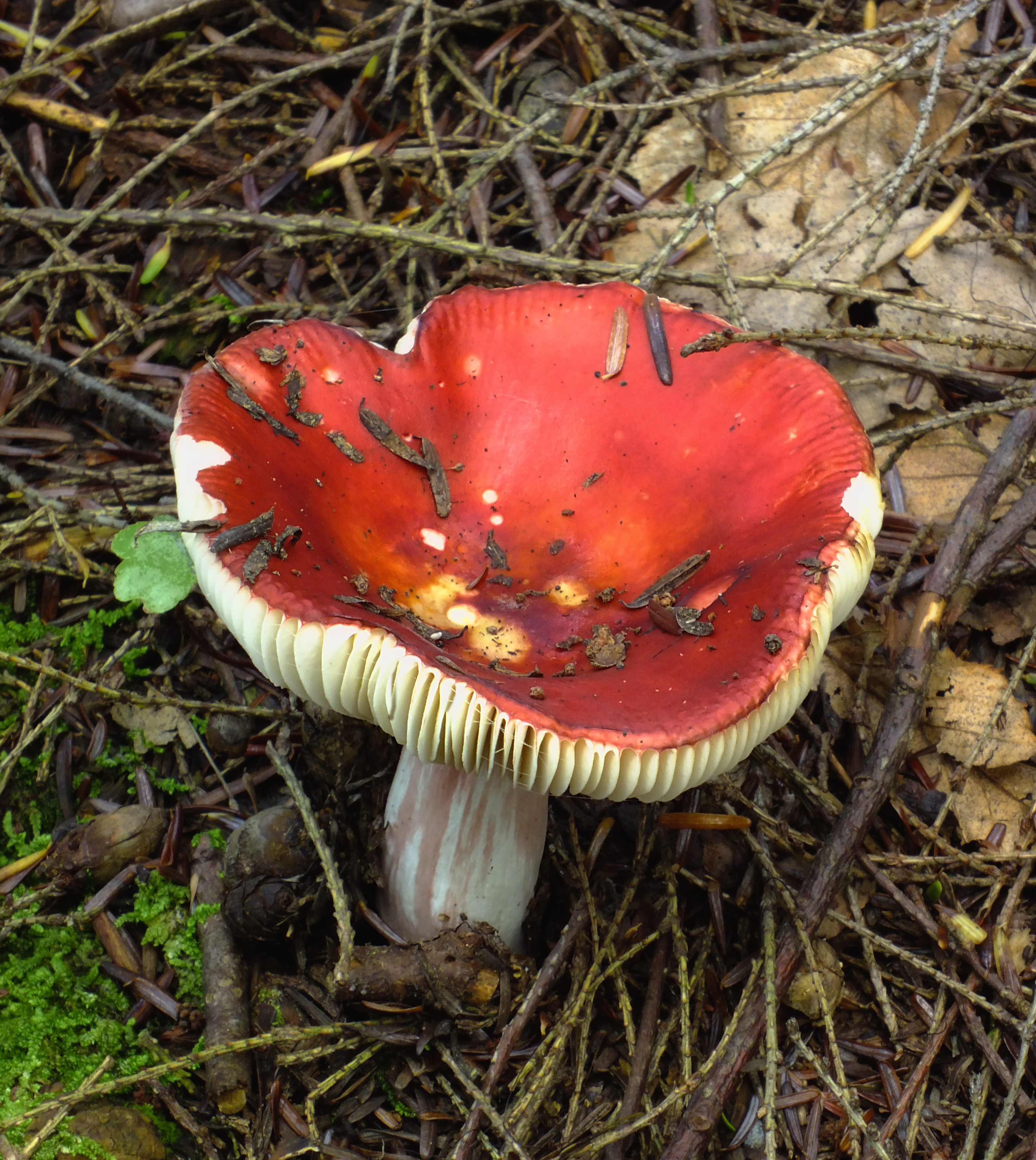
!!Russula silvicola!!
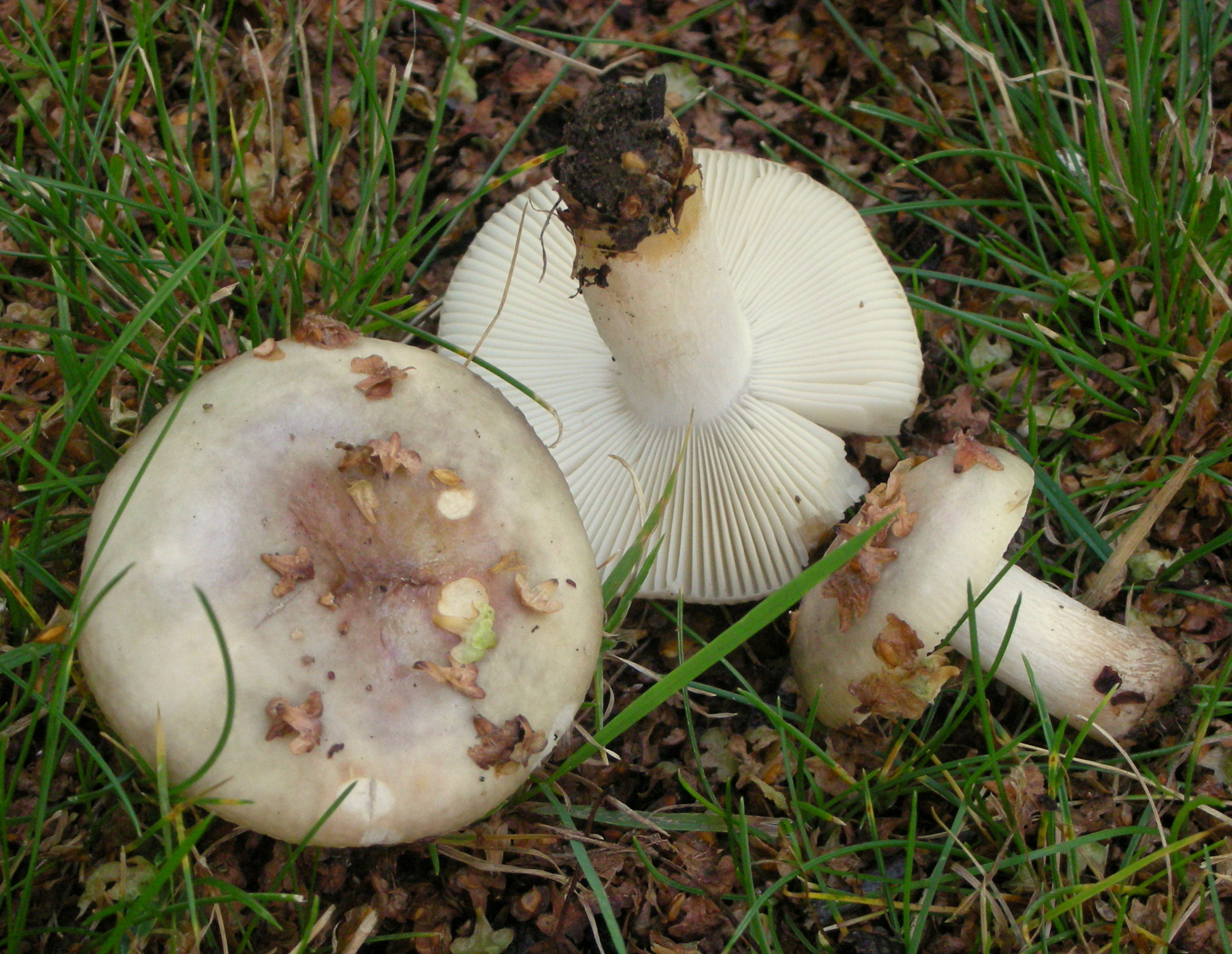
!Russula versicolor!
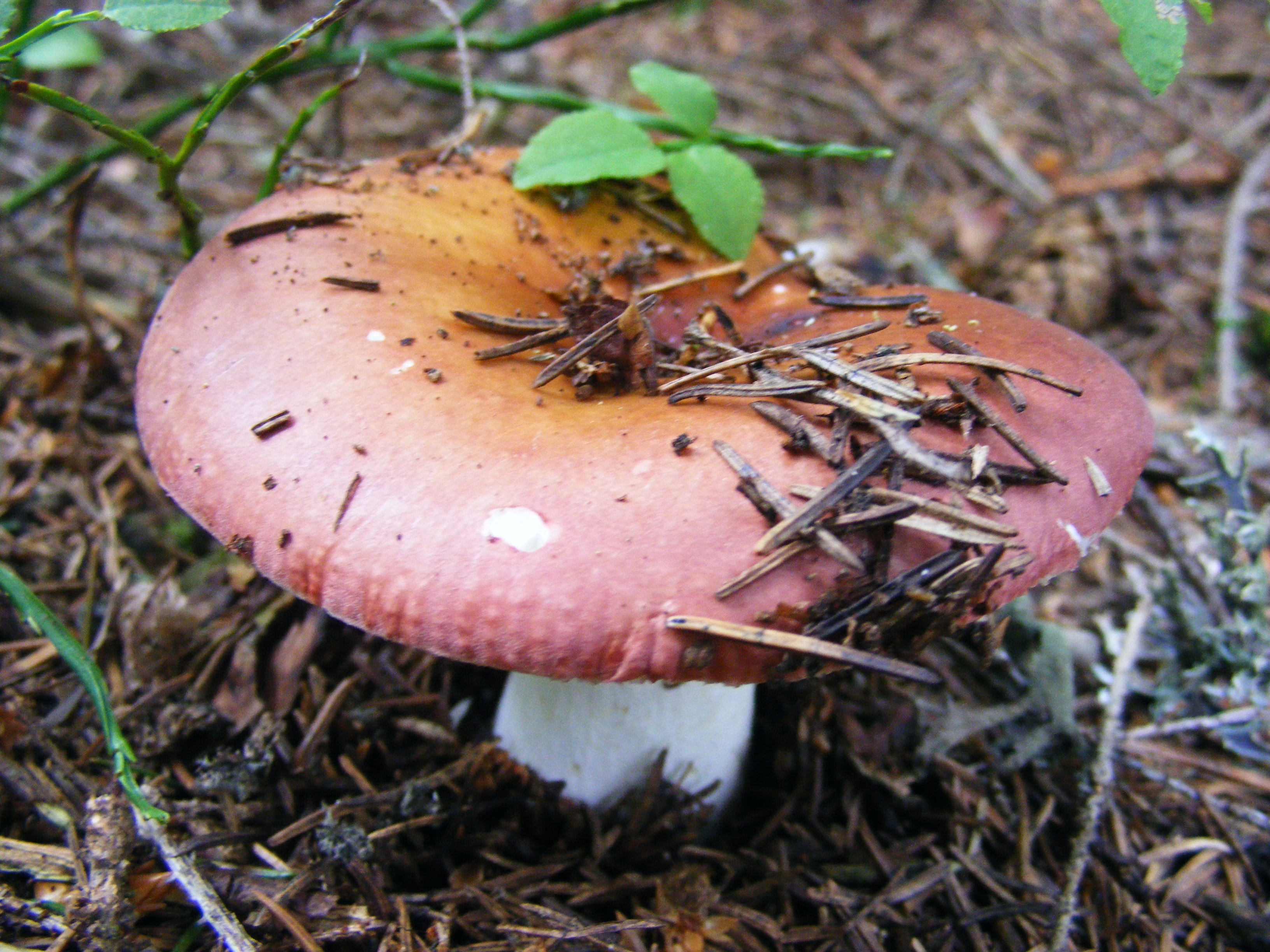
Russula vesca
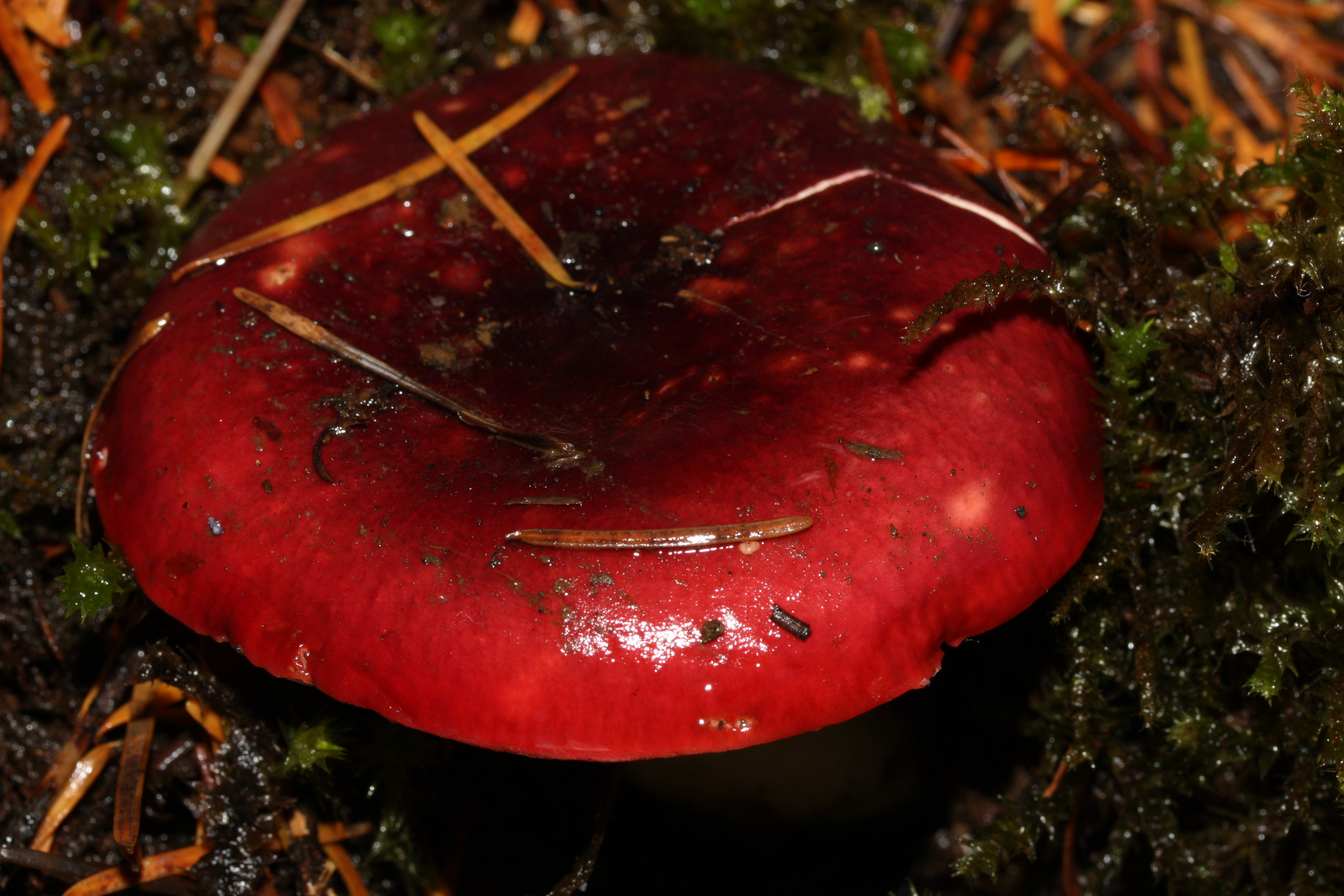
Russula xerampelina

## Valorificare
Această specie nu este comestibilă din cauza iuțimii cărnii, mai ales a lamelelor, pe care nu o pierde nici după fierbere.